# Audiencia americana
La Audiencia americana fue un organismo parte del sistema de gobierno de las colonias españolas en América. El mismo tenía por objetivo impartir justicia y hacer las veces de tribunal de apelación. La audiencia estaba integrada por un presidente, un fiscal y oidores quienes impartían justicia.
Las audiencias en América aunque poseían un grado importante de independencia, en la estructura colonial se encontraban bajo la supervisión del virrey.
En los orígenes, se denominaron audiencias gobernadoras, ya que tuvieron no solo la función de impartir justicia sino de ejercer el mando del gobierno en las zonas conquistadas, previo a la creación de los virreinatos. En este modo a través de las Audiencias la corona española buscaba controlar el poder de los conquistadores, y comenzar a conformar un sistema de gobierno para las colonias.
En total hubo once audiencias en América. En la Recopilación de Leyes de las Indias de 1680, se identifican tres tipos de audiencias: las audiencias virreinales, que presidía el virrey; las audiencias pretoriales, que presidía un presidente independiente del virrey; y las audiencias subordinadas, que presidía un presidente que dependía del virrey, excepto para administrar justicia.